# قلقاس (طبق)
القُلْقاس ويُعرف أيضاً بطاجن جذر القلقاس، هو طبق مصري تقليدي يُحضّر من جذر القلقاس المطهو في مرق غنيّ بالثوم والكزبرة. يتميّز هذا الحساء الدسم بمكانته الخاصة في المطبخ المصري، ويزداد الإقبال عليه خلال أشهر الشتاء، كما يحمل دلالة ثقافية بارزة، لا سيّما لدى المسيحيين الأقباط أثناء احتفالهم بعيد الظهور الإلهي.

## التحضير
تبدأ عملية تحضير القلقاس بتقشير جذر القلقاس وتقطيعه إلى مكعبات، ويُشار إلى أن القلقاس النيء يحتوي على أكسالات الكالسيوم، وهي مادة قد تسبب تهيُّج الجلد عند التعامل معها دون ارتداء القفازات. تُنقع مكعبات القلقاس في الماء، وغالبًا ما يُترك طوال الليل، بهدف التقليل من لزوجته. وفي بعض الوصفات البديلة، يُنصح بسلق القلقاس حتى يَطرى قبل إضافته إلى الحساء.
يُحضَّر مرق غنيّ بالنكهات في خطوة منفصلة باستخدام مكونات مثل السمن الحيواني، والقرفة، وورق الغار، والمستكة، والهال، وحب الفلفل الأسود، والبهارات المشكلة، والثوم، والبصل، واللحم البقري. تقلب قطع اللحم مع التوابل حتى تكتسب قشرة ذهبية اللون، ثم يُضاف الماء المغلي ويُترك المزيج على نار هادئة حتى ينضج اللحم تماماً. يُصفَّى المرق بعد ذلك لإزالة التوابل والخضروات، للحصول على سائل صافٍ وعطِر. ويمكن للنباتية استخدام مرق الخضار بديلاً لمرق اللحم.
تُضاف مكعبات القلقاس إلى المرق المغلي، مع عصر قليل من عصير الليمون حامض أو الليم للحيلولة دون تغيُّر لونه. يُطهى القلقاس حتى يصبح طرياً لدرجة يسهل عندها ثقبه بالشوكة. تُخلط الخضروات مع كمية قليلة من المرق للحصول على مستخلص مركز، ثم يُصفَّى ويُضاف إلى الحساء حال طهوه على نار هادئة، مما يُضفي عليه لوناً زاهياً ونكهة طازجة. تقلب الخضروات في تنويعات أخرى مع الثوم قبل إضافتها إلى الطبق.
تعد التَقْلِيَّة من العناصر الأساسية في تحضير القلقاس، وهي مزيج من الثوم المفروم والكزبرة الجافة المطحونة، يُقلى في السمن حتى يكتسب لوناً ذهبياً ورائحة زكية، وهي خلطة شائعة في المطبخ المصري. يُضاف هذا المزيج إلى الحساء لتعزيز عمق النكهة، ثم يُترك على نار هادئة لفترة قصيرة حتى تتجانس المكونات. وتُشير بعض الوصفات إلى إمكانية إضافة الثوم والكزبرة المَقلية مباشرةً إلى الحساء لإضافة شيء من النكهة.
يُقدَّم القلقاس بشكل تقليدي فوق الأرز أو إلى جانب العيش البلدي.